# Sigmund Moosauer
Sigmund Moosauer (* 13. März 1877 in Dingolfing; † 20. April 1944 in Berlin) war ein deutscher Arzt und Sanitätsoffizier.

## Leben
Moosauer studierte an der Ludwig-Maximilians-Universität München Medizin und wurde 1898 im Corps Ratisbonia München aktiv. Er wurde nach Ausbruch des Ersten Weltkrieges als Oberstabsarzt Chefarzt des Lazarettschiffes Frankfurt und war von 1915 ab auf dem türkischen Kriegsschauplatz im Einsatz. Er wurde in die Reichsmarine übernommen. Zuletzt war er vom 1. Januar 1928 bis zum 31. Dezember 1939 im Dienstgrad Admiraloberstabsarzt Sanitätschef der Reichsmarine sowie dann der erste Sanitätschef der Kriegsmarine und Chef des Marinemedizinalamtes. Am 11. April 1939 erhielt er eine Ehrenprofessur der Friedrich-Wilhelms-Universität zu Berlin. Nachfolger von Moosauer als Sanitätschef der Kriegsmarine wurde Alfred Fikentscher.

## Auszeichnungen
- Eisernes Kreuz (1914) II. und I. Klasse
- Preußisches Dienstauszeichnungskreuz
- Bayerischer Militärverdienstorden IV. Klasse mit Schwertern und der Krone
- Hanseatenkreuz (Hamburg)
- Silberne Imtiyaz-Medaille mit Säbeln
- Medjidie-Orden III. Klasse mit Säbeln
- Eiserner Halbmond